# Alan Martin Boase
Alan Martin Boase (* 23. Juni 1902 in St Andrews; † 7. November 1982) war ein britischer Romanist und Literaturwissenschaftler schottischer Herkunft.

## Leben und Werk
Boase studierte am New College (Oxford), am Trinity College (Cambridge) und an der Sorbonne. Ab 1929 war er Lecturerer an der Universität Sheffield, von 1936 bis 1937 Professor an der University of Southampton. Boase war von 1937 bis 1966, als Nachfolger von Charles Martin der zweite Marshall Professor of French an der Universität Glasgow. 1974 lehrte er am Collège de France.
Boase war Mitherausgeber der Zeitschrift French Studies. Er war Offizier der Ehrenlegion.

## Werke (Auswahl)
als Autor
- The Fortunes of Montaigne. A history of the Essays in France, 1580-1669, London 1935, New York 1970
- (mit François Ruchon) La vie et l’oeuvre de Jean de Sponde, Genf 1949 (Ruchon zum Leben, Boase zum Werk)
- Vie de Jean de Sponde, Paris 1977

als Herausgeber
- (mit Arthur Tilley) Montaigne, Selected essays, Manchester 1934, 1948, 1954, 1981
- (mit François Ruchon) Jean de Sponde, Poésies, Genf 1949
- The Poetry of France from André Chénier to Pierre Emmanuel, London 1952, 1957
- The Poetry of France, 3 Bde., London 1964–1973 (1400–1600, 1600–1800, 1800–1900)
- Jean de Sponde: Œuvres littéraires, Genf 1978